# ビナヤ・ハボシ
ビナヤ・ハボシ（Vinaya Habosi、2000年1月30日 - ）は、トップ14・ラシン92に所属するラグビー選手。

## プロフィール
- フィジー・ナドロガ＝ナヴサ出身[1]。
- ポジションはウィング(WTB)、センター(CTB)。
- 身長 176cm、体重 92kg
- フィジー代表キャップは9（2024年3月現在）でラグビーワールドカップ2023のフィジー代表に選ばれた[2]。

## 略歴
フィジアン・ドゥルアを経て、2023年、ラシン92に加入。